# Компьютерная ролевая игра
Компьютерная ролевая игра (англ. computer role-playing game, обозначается аббревиатурой CRPG или RPG) — жанр компьютерных игр, в котором игрок управляет одним или несколькими персонажами, каждый из которых описан набором численных характеристик, списком способностей и умений; примерами таких характеристик могут быть очки здоровья (англ. hit points, HP), показатели силы, ловкости, интеллекта, защиты, уклонения, уровень развития того или иного навыка и т. п.
Многие ролевые видеоигры берут своё начало в настольных ролевых играх и используют во многом одну и ту же терминологию, жаргон, сеттинг, игровые механики с такими настольными играми, как Dungeons and Dragons. Обычно игрок управляет одним или несколькими главными героями («партией») и добивается победы, выполняя задания («квесты»), участвуя в тактических боях и доходя до самого конца сюжета. Ключевая особенность жанра состоит в том, что персонажи растут в способностях, и этот рост, зачастую, контролируется игроком. Ролевые игры реже полагаются на физическую координацию и реакцию, в отличие от жанра «action RPG». Ролевые игры превратились из простых текстовых игр в визуально богатые трехмерные игры.
Ролевые игры обычно полагаются на продуманный сюжет и игровой мир. Сюжет обычно делится на серию заданий («квестов»). Игрок отдаёт персонажу команды, и тот выполняет их в соответствии с численными показателями, отвечающими за качество выполнения команды. Когда персонаж набирает определённое количество очков опыта, он получает очередной уровень, и эти показатели увеличиваются. В жанре ролевых игр часто предлагается более сложное и динамичное взаимодействие игрока с неигровыми персонажами, чем в других жанрах — это может обеспечиваться как развитым искусственным интеллектом, так и жёстко запрограммированным поведением персонажей.
Элементы игрового процесса ролевых игр встречаются и в других жанрах компьютерных игр: пошаговых стратегиях, стратегиях реального времени, шутерах от первого или третьего лица, и т. д.

## Признаки жанра и его соотношение с другими жанрами компьютерных игр
Ролевой портал RPG Watch разделил признаки компьютерной ролевой игры на четыре категории:
- Ролевая система
- Исследование
- Сюжет
- Боевая система

### Ролевая система
Описывает способы создания, изменения и развития персонажей, повышающие их эффективность в игре.

#### Необходимые элементы
- Игрок управляет одним (воплощение, аватар) или несколькими (группа, партия) уникальными персонажами. Это необходимое условие для всех ролевых игр. В отличие от чистых стратегий, его персонажи уникальны и имеют имя.
- Игрок постепенно улучшает характеристики и/или навыки (посредством внутриигровых значений, чаще всего очков опыта, получаемых за выполнение заданий, исследование мира, диалоги, сражения и так далее).
- В процессе прохождения происходят проверки характеристик и/или способностей и навыков.
- Персонажи могут улучшать свои характеристики и/или способности и навыки при помощи элементов снаряжения. Теоретически возможно создать компьютерную ролевую игру без снаряжения. Отсутствие элементов снаряжения может служить опознавательным знаком приключенческих игр, зачастую использующих инвентарь исключительно для предметов, которые применяются при решении головоломок.

#### Важные элементы
- Игрок может создавать своих персонажей.
- Игрок должен планировать развитие персонажа (-жей). Этот элемент отражает стратегический аспект создания и развития персонажа, а также сочетания навыков в группе.
- Основным способом решения проблем, взаимодействия с игровым миром и преодоления препятствий является тактическое применение навыков/способностей персонажа/группы персонажей (навыки самого игрока вторичны). Если это условие не выполняется, то скорее всего, перед нами один из видов боевика, в котором решающее значение имеют навыки игрока, а не персонажа.

### Исследование
Описывает способы перемещения персонажа по игровому миру, всё, что он может найти, увидеть, с чем он может взаимодействовать. Например, игровые области, предметы и иные объекты.

#### Необходимые элементы
- Персонаж игрока может взаимодействовать с игровым миром и находить новые игровые области.
- Персонаж игрока может находить предметы и хранить их в инвентаре. Теоретически возможно создать компьютерную ролевую игру без инвентаря.
- Персонаж игрока может находить источники информации. Компьютерная ролевая игра без поиска информации невозможна в принципе.

#### Важные элементы
- В игре есть персонажи. Этот элемент отнесён к важным потому, что первые бродилки зачастую не имели других персонажей, кроме того, которым управлял игрок.
- Вы можете выбрать свой путь (хотя бы из нескольких вариантов).
- Персонаж может воздействовать на игровой мир (опускать рычаги, нажимать кнопки, открывать сундуки).
- Игровой мир воздействует на персонажа (-жей) (погода, ловушки, отравленные места).
- Существуют изначально недоступные области игрового мира, в которые можно попасть, лишь улучшив навыки персонажа, выполнив задание или решив головоломку (открыть замок, преодолеть препятствие, починить мост, развеять магию и так далее). Исследование игрового мира также должно зависеть от навыков.

### Сюжет
Включает в себя все элементы повествования, такие как игровой мир, его историю, персонажей, диалоги, задания, описания, сюжетные линии и способы взаимодействия этих компонентов.

#### Необходимые элементы
- Персонаж игрока может получать информацию из информационных источников (намёки, цели, задания, навыки, заклинания, обучение). Этот элемент тесно связан с третьим необходимым элементом категории Исследование. После того, как источник информации найден, её необходимо получить.
- Персонаж игрока может выполнять задания (существует по крайней мере одно сюжетное задание).
- Персонаж игрока продвигается по цепочке связанных событий и играет в них свою роль.

##### Важные элементы
- Сюжет зависит от решений игрока, действий персонажей и характеристик/способностей/навыков.
- Персонаж может взаимодействовать с источниками информации (например, разговаривать с персонажами).
- В процессе взаимодействия персонаж может сделать выбор.
- Хотя бы некоторые из этих выборов должны иметь последствия.
- Продвижение по сюжету требует от игрока обдумывания (моральные дилеммы, головоломки).

### Боевая система
Объясняет влияние ролевой системы, исследований и сюжета на результаты сражения (или, более обобщённо, на результат разрешения конфликта).

#### Важные элементы
- Эффективность в сражении зависит от характеристик и навыков персонажа (количество повреждений, шанс попадания, возможность использования определённых видов оружия и так далее). Боевая система, не связанная с характеристиками и навыками персонажа, является верным признаком боевика, полагающегося исключительно на навыки игрока.
- В сражениях присутствует элемент случайности (броски внутриигровых кубиков). Практически во всех компьютерных ролевых играх присутствуют броски виртуальных кубиков и вероятностные функции.

Таким образом, в зависимости от соответствия приведённому списку, предлагается сделать следующие выводы:
- Если хоть один необходимый элемент отсутствует — игра не является ролевой.
- Если присутствуют все необходимые элементы — это примитивная компьютерная ролевая игра.
- Если присутствуют все необходимые элементы и часть важных — это ролевая игра, поджанр которой нуждается в дополнительной оценке.
- Если присутствуют все необходимые и важные элементы — перед нами полноценная компьютерная ролевая игра.

## Авторские жанровые классификации
Джош Байсер (англ. Josh Bycer) отделяет жанр компьютерных ролевых игр на основе абстракции от навыков игрока:
- 100 % абстракция навыка: это первые компьютерные ролевые и настольные ролевые игры. Здесь вы лишь отдаёте команду персонажу, и на этом взаимодействие с игрой заканчивается. Расчёты на основе показателей и характеристик героя и противников определяют исход битвы.
- 75 %: стандартная боевая модель таких MMO, как World of Warcraft или EverQuest. Игрок может управлять перемещением персонажа, как в боевике, но бои и взаимодействие с миром проводятся игрой. Игрок по-прежнему может только отдавать команды и наблюдать, как они будут выполняться и что из этого выйдет, однако в ускоренном темпе по сравнению с играми со 100 % абстракцией навыка, так как стороны действуют одновременно, а не по очереди.
- 50 %: в дизайне игры проявляются элементы боевиков. Игрок может свободно управлять своим персонажем, что оказывает бо́льшее влияние на исход битвы. Большое количество JRPG, вроде серии Mario RPG, пошло по тому же пути. Игрок может влиять на использование умений нападения или защиты, нажимая на клавиши в нужные моменты битвы. Но определяющим фактором являются характеристики и снаряжение персонажа.
- 25 %: весьма специфический вид игр. К ним относятся европейские RPG (серия Gothic, например), а принесли им популярность Bethesda Softworks с серией The Elder Scrolls. В этих играх управление персонажем производится аналогично жанру боевиков. Бои происходят в реальном времени, игрок самостоятельно уворачивается от снарядов и нацеливает свои атаки. Как только выбрано какое-то действие (выстрелить, или попытаться взломать замок) в дело вступает игра и просчитывает результат.

Журналист Роуэн Кайзер (англ. Rowan Kaiser) предложил следующее сжатое определение жанра по особенностям игрового процесса:

Ролевая игра включает в себя персонажа или небольшую группу персонажей и некие препятствия, которые необходимо преодолеть. Преодоление этих препятствий повышает способность персонажа/персонажей преодолевать дальнейшие препятствия, и успех или провал различных действий определяется явным образом показанными случайными числами.

По мнению Крейга Штерна (англ. Craig Stern), ролевая игра всегда даёт возможность развития персонажа, при этом исследования, задания, монстры — лишь источник ресурсов для этого развития. Важной особенностью в развитии персонажа считается возможность выбора:

В RPG события становятся значимыми потому, что они являются рядом последовательных решений игрока. При этом нельзя выбрать всё и быть мастером на все руки, необходимо специализироваться. Хотите взрастить силача? Придётся забыть о плюсах, которые были бы, распредели Вы очки опыта куда-то ещё, кроме силы. То же касается и обратного случая, если вы хотите поиграть магом.

Выборы игрока могут влиять на персонажа и более изощрёнными способами:

На самом деле, возможности выбора могут принимать гораздо более развитые формы, чем в приведенных примерах, и здесь уж жанр RPG в полной мере сияет разными гранями. Например, даже если сделанный выбор, казалось бы, не влияет на развитие умений и возможностей персонажа, принятое сложное решение, которое помнят другие персонажи игрового мира, может повлиять на то, как другие будут относиться к этому герою или ко всей группе приключенцев, а то и вовсе изменить судьбу управляемого вами персонажа.

Подводя итог своего исследования, Крейг отмечает:

Компьютерной ролевой игрой можно назвать игру, в которой игрок развивает некоторого постоянного персонажа или группу персонажей посредством принятия последовательных решений.

Уоррен Спектор считает основной характеристикой компьютерных ролевых игр возможность отыгрыша роли, и даёт ему следующее определение:

Отыгрыш роли — это не огромные таблицы цифр и исследование случайно сгенерированных миров со зданиями, наполненными ящиками. Отыгрыш — это невыполнение случайных заданий и сражения через каждые шестнадцать шагов. Это даже не Мечи Мгновенных Критических Ударов +37, наносящие двойной урон при атаке сзади.

Отыгрыш — это свобода игрока действовать по своему усмотрению в рамках предложенной нами истории. Отыгрыш роли — это развитие персонажей в уникальных и значимых направлениях, являющееся результатом решения игрока. Это возможность спокойно опробовать модели поведения перед тем, как перенести их в реальный мир.

## Классификация
По целям и задачам, поставленным перед игроком во время продвижения по игре, выделяют несколько направлений в жанре компьютерных ролевых игр:
- RPG-повествование (англ. Narrative RPG или англ. story-driven RPG) построено вокруг некоего повествования; ожидается, что игрок будет увлечён сюжетом игры, персонажами и декорациями и будет следовать основной сюжетной линии (англ. main quest), вокруг которой строится весь остальной игровой процесс. В качестве примеров таких игр называются Mass Effect, Dragon Age: Origins.
- RPG-песочница (англ. sandbox RPG) помещает игрового персонажа в открытый мир, предоставляя игроку делать то, что ему заблагорассудится. В таких играх вместо основной сюжетной линии игроку предлагается множество независимых заданий, мест для посещения и тому подобного. В качестве примеров таких игр называются серии The Elder Scrolls и Fallout.
- Зачистка подземелий (англ. Dungeon crawler) ставит во главу угла развитие персонажа, превращая повышение характеристик и приобретение новой, более ценной экипировки в самоцель. Сюжеты и декорации таких игр очень просты и служат не более чем предлогом для истребления множества противников и поиска сокровищ. Примерами таких игр могут служить серия Diablo, Torchlight, Dungeon Siege.

Выделяют ролевые игры западной школы и ролевые игры японской школы (jRPG). Разница между ними такова.
| Западные ролевые игры | Японские ролевые игры |
| --- | --- |
| Игрок может сгенерировать собственного персонажа, устанавливая ему характеристики и умения (иногда можно выбрать персонажа из нескольких классов).                                                              | Исходные характеристики игрового персонажа или партии жёстко заданы.                                                                                            |
| Персонаж нарочито не проработан и снабжён нейтральной картинкой (Fallout), либо есть выбор из нескольких портретов (Might and Magic), либо есть широкое поле для интерпретации персонажа (Planescape: Torment). | Игровой персонаж проработан вплоть до внешности и характера. |
| «Обрывочный» сюжет, предусматривающий множество вариантов развития событий. Проходя игру, пользователь из обрывков строит жизнь персонажа — и мира, в котором тот обитает.                                      | Проработанный сюжет линеен или с небольшим количеством развилок.                                                                                                |
| Ролевая система позволяет развивать персонажа в разных направлениях, проходить игру разными стилями — например, воином, лучником или магом.                                                                     | Прокачка персонажа служит в первую очередь «замко́м», не дающим пройти игру ранее, чем надо. Зачастую в развитии персонажа нет выбора, или этот выбор ограничен. |
| Как правило, приключения и бои происходят на одной и той же карте. Зачастую игрок может расставить партию тем строем, который подходит под ситуацию (Baldur’s Gate, Planescape: Torment).                       | Как правило, бои происходят на отдельном экране. Игрок не может воспользоваться местностью.                                                                     |

Журнал «Лучшие компьютерные игры» также выделяет поджанр «эпическая игра», определяя его так:
Мы играем за некоего персонажа, выполняя «всё», что ему по роду деятельности положено.
Другими словами, это ролевая игра в её традиционном понимании. Очевидно, термин был введён потому, что понятие «ролевая игра» закрепилось за играми с ролевой системой и всеми её атрибутами: опытом, «прокачкой», инвентарём и диалогами.
К «эпическим» «ЛКИ» относит такие игры, как Pirates, «Космические рейнджеры» и др.

## История

### Зарождение жанра
Предположительно, первыми компьютерными ролевыми играми были Dungeon (1975) и dnd (1974). Текстовые ролевые игры выросли из текстовых адвенчур и MUDов. Среди первых из них были dnd и Akalabeth (1980), давшая начало известной серии Ultima. В 1981 году вышла Wizardry: Proving Grounds of the Mad Overlord, одна из первых графических ролевых игр, оказавшая большое влияние на будущий поджанр японских ролевых игр.
С конца 1980-х жанр компьютерных ролевых игр прочно укрепился на PC-платформе. В 1985-87 выходят такие игры как Nethack, вероятно, наиболее известная из текстовых RPG, Bard’s Tale, первая игра Interplay, Might and Magic Book One: The Secret of the Inner Sanctum, первая игра серии, долгое время являвшейся эталоном для жанра, Ultima IV, игра с нетривиальной системой моральных ценностей, Dungeon Master (серия Zork). С этого начинается золотой век ролевых игр, каждый год которого приносил новые качественные игры в жанре. Ролевые игры приобретают красочность и интерактивность, появляются попытки отойти от изображения ситуации двумерными картинками. В то же время на консолях выпускаются игры, внёсшие огромный вклад в развитие жанра: Final Fantasy, Dragon Quest и Phantasy Star.

### Начало. 2D-игры[16].
- 1988: Pool of Radiance, первая игра на движке Gold Box, с удобным игровым интерфейсом и интересной системой тактических сражений, предшественница современных игр серий Neverwinter Nights. The Bard's Tale 2. Ultima V, принесшая небывалую интерактивность в обращении с предметами. Wizardry V, запомнившаяся в основном системой защиты от копирования. Might & Magic II, герои которой старели, вероятно, самая любопытная игра серии.
- 1989: Сразу несколько игр на движке Gold Box (Hillsfar, Curse of Azure Bonds). Hero's Quest, первая игра в необычном RPG-квест симбиозе от Sierra.

### 1990-е годы
- 1990: Новые проекты на движке GoldBox: Buck Rogers в Sci-fi сеттинге, Champions of Crynn, первая игра в новом цикле Dragonlance. The Bard's Tale 3, последняя игра серии. The Dark Heart of Uukrul, Ultima VI и Wizardry VI. Eye of the Beholder, игра с видом от первого лица с сражениями в реальном времени.
- 1991: Eye of the Beholder II: The Legend of Darkmoon. GoldBox’ы вышли в VGA разрешения с игрой Pool of Darkness. В серии Might & Magic вышла третья игра с непростыми загадками и возможностью свободно сохраняться почти в любой точке.
- 1992: Последние игры Gold Box — Buck Rogers 2, Treasure of the Savage Frontier, Dark Queen of Krynn. Движок был выпущен отдельно в виде пакета FRUA в следующем году. Wizardy 7 (перевыпущена в 1996 году) и Ultima VII (в двух частях) соревнуются за звание лучшей RPG всех времен, и как минимум — тысячелетия. Также в свет был выпущен Spelljammer, необычная попытка скрестить жанр RPG с Космическим симулятором, Realms of Arkania: Blade of Destiny, первая игра на базе немецкой ролевой системы Das Schwarze Auge, и Might and Magic 4.
- 1993: Might & Magic 5. Позднее на её основе при поддержке разработчиков была выпущена модификация Swords of Xeen. Также 4-я и 5-я части (действие каждой из которых разворачивается на своей стороне мира Xeen) образуют единую игру World of Xeen с дополнительными заданиями, доступными после завершения сюжета обеих своих частей. Betrayal at Krondor, новый сериал от Sierra с дискретным перемещением, выигрывал визуально у Eye of the Beholder 3, который, хотя и был сделан добротно, но проигрывал, так как система перемещения по клеткам морально устарела. В серии Ultima на волне увлечения Hack&Slash сделали ответвление Ultima Underworld. В этом же году вышли Lands of Lore: The Throne of Chaos и Dark Sun — игра на новом AD&D сеттинге в изометрической проекции. 1993 год характеризуется новым подходом к созданию ролевых игр — разработке в 3D, а также с уклоном в Hack&Slash. По мнению многих игроков, заставших годы зарождения жанра, это отрицательно сказалось на качестве игр.
- 1994: Год выхода и провальных и качественных проектов. Выход первой игры в серии The Elder Scrolls, где игроку предоставлялась очень большая степень свободы действий. Кроме того, успешные проекты Ravenloft и Menzoberranzan — игра по вселенной Forgotten Realms. Также в этом году вышла Ultima VIII, ставшая не самой удачной игрой серии. Традиционные RPG были представлены сиквелами Realms of Arcania 2 и Dark Sun 2.
- 1995: На PC были представлены Ravenloft 2, Quest for Glory IV и дополнение к M&M 5 — Swords of Xeen. На втором плане Stonekeep от Interplay. На приставках SNES вышел проект в своеобразном жанре японской RPG — Chrono Trigger.
- 1996: Год выхода Diablo и The Elder Scrolls II: Daggerfall, а также Pokémon Red и Blue.
- 1997: Fallout и трёхмерная Final Fantasy VII (на приставках). 3D тогда стало для консолей новинкой. Кроме того, вышла первая MMORPG — Ultima Online
- 1998: Вышли игры известных серий, называемых сегодня классическими: Baldur's Gate, Fallout 2, Might & Magic VI. Менее известные тайтлы: 3-я часть в серии Lands of Lore и Return to Krondor. Также вышла российская RPG-игра Аллоды: Печать Тайны, первая игра в существующей и сегодня серии. Игра, однако, осталась незамеченной на западе.
- 1999: Выход заметных и известных в ролевом жанре игр Baldur's Gate: Tales of the Sword Coast, Might & Magic VII. Также вышла Planescape: Torment — игра, значительно расширившая разнообразие в отношениях героя к миру и к сопартийцам. Из игр менее заметных были Ultima IX — эта часть некогда лидирующего игрового сериала имела много программных ошибок (багов) и не привлекла внимания, Septerra Core, попытка сделать jRPG на платформе PC, System Shock 2, первая удачная игра, совмещающая жанр шутера от первого лица с RPG. На Sony Playstation выходит Final Fantasy VIII (выйдет в 2000 году на PC для Windows). Также была выпущена игра Gorky 17 от польских разработчиков. В жанре онлайн-RPG появляется Everquest, игра, ставшая крайне популярной.

### 2000-е годы
- 2000: По количеству удачных, заслуживших широкую популярность проектов этот год можно сравнить с 1993-м и 1998-м: Baldur's Gate 2, ставшая достойным продолжением своей предшественницы. Вышла Diablo 2, предложившая игрокам много качественных нововведений и ставшая очень популярной, Deus Ex, ещё один проект, добившийся успеха в жанре FPS-RPG. Icewind Dale, новый сериал на движке Baldur’s Gate. На фоне этих игр, ставших очень популярными, Nox, Soulbringer, Wizards and Warriors прошли почти незамеченными, являясь тем не менее, достойными представителями жанра. На российском рынке вышла первая часть сериала «Корсары». Новая игра в серии Might and Magic — Might and Magic VIII: Day of the Destroyer уже не стала так популярна, как её предшественницы. На новейшей тогда консоли Sony Playstation 2 вышел замеченный многими проект Summoner (в 2001-м году на PC). В то же время в Японии выходит игра, оставшаяся многими незамеченной — продолжение раннего Secret of Mana для Super Nintendo — Legend of Mana на Sony PlayStation. У игры была очень хорошая графика на тот момент времени. Из особенностей можно выделить диалоги между персонажами, оригинальные решения в плане развития сюжета, вручную прорисованные задники каждой локации, саундтрек, широкие возможности «крафтинга» и др.
- 2001: Появляются крайне необычные игры Arcanum (в жанре стимпанк) и Gothic (открывшая новую страницу в RPG от третьего лица благодаря своему миру). Эти проекты сразу получили своих поклонников, споры о том, какая игра лучше шли следующие пять лет. Также в этом году вышли дополнения к Diablo 2, Baldur's Gate 2 и Icewind Dale. Они не разочаровали поклонников, а вот Interplay вместо ожидаемого Fallout 3 выпустила тактическую игру Fallout Tactics: Brotherhood of Steel. Вышла новая Wizardry VIII, качественная игра, которая однако опоздала примерно на три года. На PS2 тем временем активно появляются новые RPG-решения: Dark Cloud, Final Fantasy X, Shadow Hearts. И примыкающий к ним Anachronox для PC.
- 2002: Начинается главное противоборство многих лет Neverwinter Nights vs. Gothic 2 (официальный выход в России в 2003) vs. TES 3: Morrowind. С момента выхода игр не утихали споры, какая же из них лучше. Также в этот год вышли: Icewind Dale II, Космические рейнджеры, Arx Fatalis, Divine Divinity, Dungeon Siege, Might & Magic IX. На PS2: Kingdom Hearts, Summoner 2, Suikoden 3, Grandia 2.
- 2003: Три самые известные RPG предыдущего года обзаводятся дополнениями. Выходят и новые качественные и ставшие впоследствии популярными игры: Star Wars: Knights of the Old Republic и The Temple of Elemental Evil. На PS2: Dark Cloud 2, Final Fantasy X-2 и Xenosaga.
- 2004: Серебряный век RPG заканчивается. В этом году выходит один из немногих удачных Diablo-клонов (игр-подражателей, создатели которых пытались повторить и улучшить геймплей Diablo) — Sacred, последняя игра от компании Troika Games — Vampire: The Masquerade - Bloodlines, игра от студии Blizzard — World of Warcraft, признанная лучшей игрой 2004 года, а также российские игры — «Космические рейнджеры 2» и «Звёздные волки». На PS2 не было громких релизов, вышли Star Ocean: Till the End of Time и SMT: Nocturne. На Западе выходит Baldur’s Gate: Dark Alliance II. В то же время на платформе Xbox появляется Fable, завоевавшая популярность и портированная через год на PC.
- 2005: Игрой года становится Star Wars: Knights of the Old Republic II – The Sith Lords. Также вышли The Bard’s Tale, юмористическая пародия на «эпические», серьёзные ролевые игры, Sacred Underworld, Sudeki, Dungeon Lords. На PS2 — необычная для консолей дилогия SMT: Digital Devil Saga и Dragon Quest VIII. В России вышли третьи «Корсары».
- 2006: Вышли Gothic 3 — продолжение известного и имеющего преданных фанатов сериала и Titan Quest. Из крупных проектов, заслуживших очень положительные отзывы: TES4: Oblivion и Neverwinter Nights 2. На PS2 — известные бренды Final Fantasy XII и Kingdom Hearts 2, а также Xenosaga III и Valkyrie Profile 2: Silmeria.
- 2007: Три наиболее значимые игры года — Jade Empire (PC-версия) и дополнение Neverwinter Nights 2: Mask of the Betrayer, а также Ведьмак от польской студии CD Project RED. Также выходит игра от бывших сотрудников Blizzard, компании Flagship Studios — Hellgate: London. Большое количество багов не дает добиться популярности игре World of Chaos[17]. Также выходит ещё один клон Diablo — Silverfall[18]. На PS2 выходит SMT: Persona 3, на втором плане Rogue Galaxy. На Xbox 360 появляется Mass Effect, Eternal Sonata и Blue Dragon — первая крупная jRPG в поколении.
- 2008: Выходят Fallout 3 — наследник легендарной серии игр, космоопера Mass Effect добирается до PC. Выходит новая российская King’s Bounty: Легенда о рыцаре, а также проект Mount & Blade. Серия Dungeon Siege продолжена игрой от Криса Тейлора Space Siege. На Xbox 360 появляется Fable 2, а также первая дорогая jRPG от автора серии Final Fantasy Хиронобу Сакагути — Lost Odyssey. Следует упомянуть Drakensang: The Dark Eye, хотя англоязычный релиз состоялся только в 2009, в Германии она вышла в 2008. Устаревшая на тот момент Sony Playstation 2 тем не менее порадовала своих игроков SMT: Persona 4. Остальные консоли: Tales of Vesperia для Xbox 360 и Valkyria Chronicles для PS3. Также в этому году выходит Sacred 2: Fallen Angel.
- 2009: Этот год порадовал поклонников ролевых игр. Осенью выходят Risen (от разработчиков Готики), продолжение Divine Divinity — Divinity II: Ego Draconis и Dragon Age: Origins — «наследница» Baldur's Gate. Fallout 3 появляется приличное количество дополнений. На платформе Playstation 3 выходит Demon's Souls, собравшая очень хорошие отзывы — (Игра Года по версии GameSpot, RPG года по версиям Game Trailers и RPGamer).
- 2010: Вышла Final Fantasy XIII — первая игра в серии для консолей нового поколения. На Xbox360 и PC выходит Mass Effect 2. Дополнения появляются для хита прошлого года Dragon Age: Origins. На консолях нового поколения выходит Resonance of Fate. В конце мая появляется шпионский ролевой проект Alpha Protocol. A в октябре выходят Arcania: Gothic 4 и Fallout: New Vegas. В ноябре выходит Two Worlds II и обновлённая и дополненная версия Divinity 2: The Dragon Knight Saga.

### 2010-е годы
- 2011: В марте вышла в свет Dragon Age 2, продолжение игры 2009 года, получившая противоречивые отзывы в игровом сообществе и прессе[19][20][21][22]. В конце августа вышла Deus Ex: Human Revolution. Четвёртого ноября выпущена игра от Snowblind Властелин Колец: Война на Севере, а одиннадцатого ноября вышла в свет The Elder Scrolls V: Skyrim, которая на церемонии Video Game Awards 2011 получила звание «Игра года». На E3 2011 был анонсирован Neverwinter.
- 2012: Весной вышла Mass Effect 3, а в феврале состоялся релиз новой масштабной ролевой игры от Big Huge Games Kingdoms of Amalur: Reckoning. В апреле свет увидела Risen 2, а в мае — Dragon's Dogma и долгожданная Diablo III. FF обзавелась сиквелом — Final Fantasy XIII-2.
- 2013: В конце лета вышла очередная игра серии Divinity — Divinity: Dragon Commander. Среди японских ролевых игр случилось неожиданное чудо под названием Ni no Kuni: Wrath of the White Witch, известная дизайном от студии Ghibli.
- 2014: В конце зимы вышла тактическая ролевая игра The Banner Saga, уже постаревшие PS3 и Xbox 360 получили заключительную часть FFXIII с подзаголовком Lightning Returns: Final Fantasy XIII, которую пресса встретила довольно прохладно, в конце лета вышли Divinity: Original Sin и Sacred 3, осенью — Wasteland 2, в конце года — игра по мотивам мультсериала «Южный Парк» South Park: The Stick of Truth и Dark Souls II.
- 2015: Весной вышли в свет Pillars of Eternity и «Ведьмак 3: Дикая Охота», летом — Fallout 4 и эксклюзив Playstation 4 Bloodborne.
- 2016: Весной стартовали продажи Dark Souls III, летом вышел Deus Ex: Mankind Divided, «Ведьмак 3» получил DLC «Кровь и вино», а зимой на прилавках появилась Tyranny. Также вышла долгожданная Final Fantasy XV для консолей нового поколения, получившая в целом положительные отзывы.
- 2017: в конце февраля вышла Torment: Tides of Numenera, духовная наследница Planescape, в сентябре выходит очередная часть серии Divinity — Divinity: Original Sin II

## Основные термины
- Герой — в ролевой игре, это персонаж, управляемый игроком. Также употребляется сокращение «ГГ» от «главный герой» и сленговое название «перс» (от «персонаж»).
- Инвентарь — место, где содержатся все предметы, которыми персонаж владеет. Инвентарь, как правило, представлен разделённым на клетки, и каждый предмет занимает определённое количество клеток. Инвентарь обычно имеет ограниченный размер.
- Параметры — основные характеристики персонажа (сила, ловкость, харизма и пр.), влияющие на мощь персонажа и определяющие уровень его развития. Обычно имеют числовое или процентное выражение.
- Задание (англ. quest) — задание полученное от NPC. За его выполнение персонаж получает вознаграждение в виде опыта и/или предметов.
- Монстр (в MMORPG и MUD'ах — моб) — персонаж, враждебный герою. С ним, как правило, можно только сражаться.
- Предмет — предмет, который может находиться в инвентаре. Предметы нужны для удовлетворения потребностей героя, например, чтобы восстановиться после битвы, а некоторые предметы — чтобы выполнить квест.
- Прокачка — исполнение героем определённых действий в результате которых улучшается одно или несколько качеств. Как правило, это подразумевает охоту на монстров или выполнение квестов.
- NPC (англ. non-player character — неигровой персонаж), «энписи», «непись» — персонаж, не управляемый ни одним из игроков. С ними герой взаимодействует: проводит диалоги, торговлю, получает квесты и т. д.
- Лут (англ. loot) — совокупность предметов, которые игрок получает во время игры (торгуя, убивая врагов, и т. п., а также в награду за выполнение квестов).
- Дроп (англ. drop) — предметы, найденные на теле убитого противника.
- Умение (англ. ability) — навык, умение персонажа в игре совершать что-либо.
- Опыт (англ. experience) — опыт, получаемый персонажем.
- Очки здоровья (англ. hp) — здоровье персонажа.